# Leichtathletik-Länderkampf der Frauen 1959 Großbritannien – BR Deutschland
| 4. Leichtathletik-Länderkampf mit bundesdeutscher Beteiligung 1959 | 4. Leichtathletik-Länderkampf mit bundesdeutscher Beteiligung 1959 |               |
| ------------------------------------------------------------------ | ------------------------------------------------------------------ | ------------- |
|                                                                    |                                                                    |               |
| Ländervergleich der Frauen: Großbritannien – BR Deutschland        |                                                                    |               |
| Austragungsort                                                     | London                                                             |               |
| Wettbewerbe                                                        | 11                                                                 |               |
| Datum                                                              | 1./3. August 1959                                                  |               |
| 1. GBR 2. FRG                                                      | 64 Punkte 51 Punkte                                                |               |
| Chronik                                                            |                                                                    |               |
| ← GBR-FRG (M)                                                      | FRG-CSK (F) →                                                      | FRG-CSK (F) → |

Im vierten Vergleich des Leichtathletik-Länderkämpfe mit bundesdeutscher Beteiligung 1959 traten Anfang August auch Deutschlands Frauen in London gegen Großbritannien an. Die Wettkämpfe des ersten Tages wurden gemeinsam mit den Männern am 1. August ausgetragen, der zweite Tag des Frauenländerkampfs fand mit einem Tag Pause einen Tag nach der Männerbegegnung am 3. August statt. Es war das vierte Aufeinandertreffen der beiden Länder. Die ersten beiden waren an Großbritannien gegangen, die dritte hatten die bundesdeutschen Leichtathletinnen 1957 für sich entschieden.

## Wettbewerbe und Modus
Auf dem Programm standen wie in den meisten Frauenländerkämpfen inzwischen üblich elf Wettbewerbe. Wie immer bei den Begegnungen zwischen diesen beiden Ländern waren die Längen der Laufstrecken nach dem angelsächsischen Maßsystem nach Yards und Meilen angelegt, wenn der Austragungsort auf der britischen Insel lag. Die Wertung der Einzeldisziplinen erfolgte nach dem Standardsystem, in der Staffel wurden fünf zu zwei Punkte verteilt.

## Ergebnis
Auf den Laufstrecken dominierten die britischen Leichtathletinnen mit vier Disziplinsiegen bei drei Doppelerfolgen. Die bundesdeutschen Sportlerinnen konnten hier nur zwei Siege ohne Doppelerfolg dagegensetzen. Von den Sprungdisziplinen gingen je ein Wettbewerb an die beiden Nationen, Doppelerfolge gab es hier nicht. Im Bereich Wurf/Stoß konnte Großbritannien nur den Speerwurf für sich entscheiden. Die Gewinne der anderen beiden Wurf- und Stoßwettbewerbe mit Doppelerfolgen reichten den bundesdeutschen Frauen nicht, um die Überlegenheit der Britinnen in den läuferischen Disziplinen auszugleichen. So gab es am Ende einen britischen Sieg mit 64 zu 51 Punkten.

## Legende
Kurze Übersicht zur Bedeutung der Symbolik – so üblicherweise auch in sonstigen Veröffentlichungen verwendet:
| DNF | nicht im Ziel (did not finish) |

## Resultate

### 100 Yards
| Platz | Athletin         | Land | Zeit (s) |
| ----- | ---------------- | ---- | -------- |
| 1     | Anni Biechl      | FRG  | 10,9     |
| 2     | Dorothy Hyman    | GBR  | 10,9     |
| 3     | S. Gould         | GBR  | 11,0     |
| 4     | Edeltraud Keller | FRG  | 11,3     |

Datum: 3. August

### 220 Yards
| Platz | Athletin             | Land | Zeit (s) |
| ----- | -------------------- | ---- | -------- |
| 1     | Dorothy Hyman        | GBR  | 24,6     |
| 2     | Moira Hiscox         | GBR  | 24,7     |
| 3     | Marianne Niederquell | FRG  | 25,0     |
| 4     | Inge Fuhrmann        | FRG  | 25,3     |

Datum: 1. August

### 440 Yards
| Platz | Athletin           | Land | Zeit (s) |
| ----- | ------------------ | ---- | -------- |
| 1     | Margaret Pickerill | GBR  | 57,3     |
| 2     | Ann Sissons        | GBR  | 57,3     |
| 3     | Maria Jeibmann     | FRG  | 58,5     |
| 4     | Reinhilde Knapp    | FRG  | 60,7     |

Datum: 1. August

### 880 Yards
| Platz | Athletin        | Land | Zeit (min) |
| ----- | --------------- | ---- | ---------- |
| 1     | Joy Jordan      | GBR  | 2:08,1     |
| 2     | Phyllis Perkins | GBR  | 2:09,5     |
| 3     | Vera Mitgude    | FRG  | 2:09,7     |
| 4     | Nanny Schlüter  | FRG  | 2:12,7     |

Datum: 3. August

### 80 m Hürden
| Platz | Athletin         | Land | Zeit (s) |
| ----- | ---------------- | ---- | -------- |
| 1     | Zenta Kopp       | FRG  | 11,0     |
| 2     | Carole Quinton   | GBR  | 11,1     |
| 3     | Edeltraud Keller | GBR  | 11,2     |
| 4     | Mary Bignal      | FRG  | 11,9     |

Datum: 1. August

### 4 × 110 Yards Staffel
| Platz | Besetzung      | Land                                                      | Zeit (s)               |
| ----- | -------------- | --------------------------------------------------------- | ---------------------- |
| 1     | Großbritannien | S. Gould Dorothy Hyman Claire Dew Carole Quinton          | 46,5                   |
| DNF   | BR Deutschland | Inge Fuhrmann Anni Biechl Marianne Niederquell Zenta Kopp | Verletzung Anni Biechl |

Datum: 3. August

### Hochsprung
| Platz | Athletin       | Land | Höhe (m) |
| ----- | -------------- | ---- | -------- |
| 1     | Marlene Mathei | FRG  | 1,67     |
| 2     | Jean Card      | GBR  | 1,65     |
| 3     | Mary Bignal    | GBR  | 1,65     |
| 4     | Heidi Maasberg | FRG  | 1,60     |

Datum: 3. August

### Weitsprung
| Platz | Athletin      | Land | Weite (m) |
| ----- | ------------- | ---- | --------- |
| 1     | Mary Bignal   | GBR  | 6,19      |
| 2     | Zenta Kopp    | FRG  | 5,86      |
| 3     | Mary Needham  | GBR  | 5,81      |
| 4     | Liesel Jakobi | FRG  | 5,76      |

Datum: 1. August

### Kugelstoßen
| Platz | Athletin        | Land | Weite (m) |
| ----- | --------------- | ---- | --------- |
| 1     | Mathilde Hartl  | FRG  | 14,94     |
| 2     | Marianne Werner | FRG  | 14,74     |
| 3     | Suzanne Allday  | GBR  | 14,27     |
| 4     | Ann Duckham     | GBR  | 12,00     |

Datum: 3. August

### Diskuswurf
| Platz | Athletin           | Land | Weite (m) |
| ----- | ------------------ | ---- | --------- |
| 1     | Kriemhild Hausmann | FRG  | 51,46     |
| 2     | Johanna Bienert    | FRG  | 49,45     |
| 3     | Suzanne Allday     | GBR  | 43,75     |
| 4     | B. Hampton         | GBR  | 41,45     |

Datum: 1. August

### Speerwurf
| Platz | Athletin         | Land | Weite (m) |
| ----- | ---------------- | ---- | --------- |
| 1     | Averil Williams  | GBR  | 48,32     |
| 2     | Sue Platt        | GBR  | 47,76     |
| 3     | Almut Brömmel    | FRG  | 46,21     |
| 4     | Christa Dieckvoß | FRG  | 41,94     |

Datum: 3. August